# Liste der Bischöfe von Lübeck

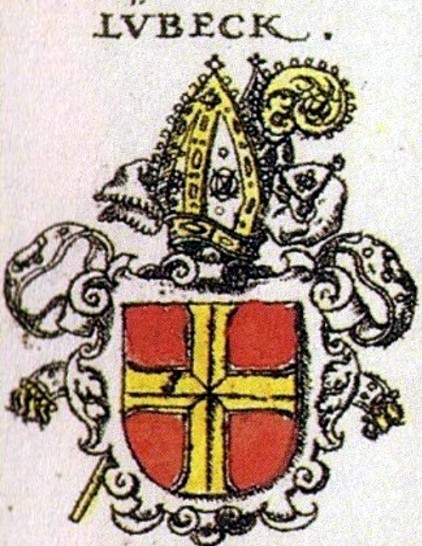
Wappen des Bistums Lübeck nach Siebmachers Wappenbuch von 1605

## Entwicklung des Bistums
Adaldag, der Erzbischof von Hamburg und Bremen, gründete im Auftrag von Kaiser Otto I. wahrscheinlich im Jahre 972 das Bistum Oldenburg. Zum ersten Bischof bestimmte er einen Geistlichen namens Egward. Die Nachrichten über einen angeblich ersten Bischof namens Marco oder Merka sind sehr unsicher.
Im Jahre 1163 wird unter Bischof Gerold mit Weihe des ersten Lübecker Doms der Bischofssitz von Oldenburg nach Lübeck verlegt.
Während das Bistum Lübeck durch die Reformation unterging, blieb der Besitz von Kapitel und Bischof, das Hochstift, als Territorium erhalten. Das Domkapitel (nunmehr protestantisch) wählte weiterhin den Fürstbischof (erwählter Bischof), der seit 1586 stets aus dem Hause Holstein-Gottorp kam. Nach dem Westfälischen Frieden 1648 war Lübeck das einzige protestantische Hochstift im Heiligen Römischen Reich, in dem der Bischof gewählt wurde. Erst mit der Säkularisation durch den Reichsdeputationshauptschluss 1803 wurde das Stiftsgebiet als Fürstentum Lübeck Teil des (Groß-)herzogtums Oldenburg.
| Bischöfe                        | von                    | bis                    | Bemerkungen | Abbildung              | Siegel/Wappen          |
| Bischöfe von Oldenburg          | Bischöfe von Oldenburg | Bischöfe von Oldenburg | Bischöfe von Oldenburg | Bischöfe von Oldenburg | Bischöfe von Oldenburg |
| ------------------------------- | ---------------------- | ---------------------- | --- | ---------------------- | ---------------------- |
| Mareus                          | 952                    | 968                    | auch Marko, Marcus |                        |                        |
| Egward                          | 968                    | 974                    | |                        |                        |
| Wago                            | 974                    | 983                    | |                        |                        |
| Egizo                           | 983                    | 988                    | |                        |                        |
| Volkward                        | 989                    | 990                    | |                        |                        |
| Reginbert                       | 992                    | 1013                   | |                        |                        |
| Bernhard                        | 1013                   | 1023                   | |                        |                        |
| Reinhold                        | 1023                   | 1030                   | |                        |                        |
| Meinher                         | 1030                   | 1038                   | |                        |                        |
| Abelin                          | 1038                   | 1048                   | |                        |                        |
| Ehrenfried                      | 1051                   | 1066                   | |                        |                        |
| Vizelin                         | 1149                   | 1154                   | Vorübergehender Sitz des Bistums nach der Zerstörung Oldenburgs 1149 durch die Dänen ist Bosau mit der Petrikirche von 1151 |                        |                        |
| Bischöfe von Lübeck             |                        |                        | |                        |                        |
| Gerold von Oldenburg/Lübeck     | 1155                   | 1163                   | Gerold beginnt 1156 mit dem Bau der Johanniskirche in Oldenburg. Das Bistum wird 1160 von Oldenburg nach Lübeck verlegt |                        |                        |
| Konrad I. von Riddagshausen     | 1164                   | 1172                   | Mit der Petrikirche entsteht die zweite Hauptkirche |                        |                        |
| Heinrich I. von Lübeck          | 1172                   | 1182                   | Bei seiner Weihe legt Heinrich der Löwe den Grundstein für den Lübecker Dom |                        |                        |
| Konrad II. von Lübeck           | 1183                   | 1184                   | |                        |                        |
| Dietrich I. von Lübeck          | 1186                   | 1210                   | seit 1181 Propst im Kloster Zeven |                        |                        |
| Berthold von Lübeck             | 1210                   | 1230                   | |                        |                        |
| Johannes I. von Lübeck          | 1230/1231              | 1247                   | |                        |                        |
| Albert Suerbeer                 | 1247                   | 1253                   | |                        |                        |
| Johannes II. von Diest          | 1254                   | 1259                   | Johannes II. von Diest war Franziskaner, vorher Bischof von Samland. Er erbaute das Paradies des Lübecker Doms. |                        |                        |
| Johannes III. von Tralau        | 1260                   | 1276                   | Erbauer des Schlosses Eutins. Zu seiner Zeit brannte auch die Lübecker Marienkirche und hat daher ihre heutige Gestalt. |                        |                        |
| Burkhard von Serkem             | 1276                   | 1317                   | Doppelgrabplatte mit Johannes von Mul (1341–50) |                        |                        |
| Heinrich II. Bochholt           | 1317                   | 1341                   | stellte 1341 den Ostchor des Lübecker Doms fertig |                        |                        |
| Johannes IV. Mul                | 1341                   | 1350                   | Mul stammte aus einem niedersächsischen Rittergeschlecht. Am 3. Januar 1315 wurde er am Lübecker Dom durch Bischof Burkhard von Serkem als Kantor und Scholaster eingesetzt. 1327 erhielt er an Schweriner Kirche ein Kanonikat, wurde Kanoniker in Lübeck und am 22. April 1341 in Lübeck durch den Erzbischof von Bremen Burchard Grelle zum Bischof von Lübeck geweiht. Infiziert von der grassierenden Pest verstarb er. Im Dom von Lübeck befindet sich eine Grabplatte die ihn zusammen mit Burkhard von Serkem darstellt. |                        |                        |
| Bertram Cremon                  | 1350                   | 1377                   | Bertram Cremon war von 1350 bis 1377 der 14. Bischof von Lübeck. Am 22. Oktober 1375 empfing er Kaiser Karl IV in Lübeck. |                        |                        |
| Nikolaus I. von Meißen          | 1377                   | 1379                   | 1376 Dekan des Domstiftes Meißen, ernannte ihn Papst Urban VI. am 4. März 1377 zum Bischof von Lübeck. Am 19. März 1379 wurde er Bischof von Meißen. |                        |                        |
| Konrad III. von Geisenheim      | 1379                   | 1386                   | Er wurde 1358 Protonotar Karls IV. und übernahm 1370 als Kanzler die Leitung der Reichskanzlei. Diese Stelle bekleidete er auch unter dem römisch-deutschen König Wenzel und war in jener Funktion häufig in diplomatischen Diensten am päpstlichen Hof unterwegs. Nach seiner Ernennung zum Bischof von Lübeck blieb er jedoch zugleich bis Dezember 1384 in der Reichskanzlei tätig, während er seine Bischöflichen Aufgaben administrativ seinem Bruder Johann von Geisenheim und Johannes von Klenedenst übertrug. |                        |                        |
| Johannes V. von Klenedenst      | 1386                   | 1387                   | 1377 wurde Klenedenst als Lübecker Bürger vom Lübecker Domkapitel zum Bischof gewählt. Deshalb fuhr Klenedenst wegen seiner Bestätigung nach Prag, dort erfuhr er, dass der Papst einen anderen Bischof ernannt hatte. Dieser war Nicolaus I. Ziegenbock, sp. Nikolaus I. von Meißen, der nicht lange in Lübeck blieb, da er am 19. März 1379 das Bistum Meißen erhielt. Unter dessen Nachfolger Konrad von Geisenheim wurde Klenedenst um 1381 Generalvikar und Propst in Lübeck. Nach dessen Tod übernahm Klenedenst 1386 das Amt des Bischofs des Bistums Lübeck. Es war ihm keine lange Amtszeit und Wirkung auf das Lübecker Bistum vergönnt, da er schon im Folgejahr starb. |                        |                        |
| Eberhard I. Attendorn           | 1387                   | 1399                   | Bischof aus Lübecker Ratsfamilie |                        |                        |
| Johannes VI. Hundebeke          | 1399                   | 1420                   | |                        |                        |
| Johannes VII. Schele            | 1420                   | 1439                   | |                        |                        |
| Nikolaus II. Sachau             | 1439                   | 1449                   | |                        |                        |
| Arnold Westphal                 | 1450                   | 1466                   | |                        |                        |
| Albert II. Krummendiek          | 1466                   | 1489                   | stiftete 1477 das Triumphkreuz von Bernt Notke |                        |                        |
| Thomas Grote                    | 1489                   | 1492                   | |                        |                        |
| Dietrich II. Arndes             | 1492                   | 1506                   | |                        |                        |
| Wilhelm Westphal                | 1506                   | 1509                   | |                        |                        |
| Johannes VIII. Grimholt         | 1510                   | 1523                   | |                        |                        |
| Heinrich III. Bockholt          | 1523                   | 1535                   | |                        |                        |
| Detlev von Reventlow            | 1535                   | 1536                   | erster evangelischer Bischof |                        |                        |
| Balthasar Rantzau               | 1536                   | 1547                   | |                        |                        |
| Jodokus Hodfilter               | 1547                   | 1551                   | |                        |                        |
| Theodor von Rheden              | 1551                   | 1556                   | |                        |                        |
| Andreas von Barby               | 1556                   | 1559                   | |                        |                        |
| Johannes IX. Tiedemann          | 1559                   | 1561                   | Doppel-Epitaph gemeinsam mit seinem Bruder, den Domherrn in Lübeck und Ratzeburg Christopher Tiedemann († 1561) mit lateinischer Inschrift im Chorumgang des Lübecker Doms. Seine Grabplatte aus Bronze im Stil der Renaissance befindet sich ebenfalls im Dom an der Südwand im südlichen Seitenschiff. |                        |                        |
| Eberhard II. von Holle          | 1561                   | 1586                   | Durchführung der Reformation im Stiftsgebiet |                        |                        |
| Postulierte Bischöfe von Lübeck |                        |                        | |                        |                        |
| Johann Adolf                    | 1586                   | 1607                   | |                        |                        |
| Johann Friedrich                | 1607                   | 1634                   | |                        |                        |
| Johann X. (Hans)                | 1634                   | 1655                   | |                        |                        |
| Christian Albrecht              | 1655                   | 1666                   | |                        |                        |
| August Friedrich                | 1666                   | 1705                   | |                        |                        |
| Christian August                | 1705                   | 1726                   | |                        |                        |
| Karl                            | 1726                   | 1727                   | |                        |                        |
| Adolf Friedrich                 | 1727                   | 1750                   | aus dem Hause Schleswig-Holstein-Gottorf; ab 1751 König von Schweden |                        |                        |
| Friedrich August                | 1750                   | 1785                   | 1773 Vertrag von Zarskoje Selo, Friedrich August wird Herzog von Oldenburg |                        |                        |
| Peter Friedrich Ludwig          | 1785                   | 1803                   | 1803 Säkularisation des Fürstbistums zum Fürstentum Lübeck |                        |                        |